# Sindrom nemirnih nog
Sindrom nemirnih nog (SNN) je občutenje nelagodja v nogah neznanega izvora, zlasti pred spanjem. Bolnika prisili, da nogo premakne, v hujših primerih pa tudi, da vstane in hodi.
Neugodno občutenje v nogah bolniki običajno opisujejo kot bolečino, mravljinčenje ali gomazenje. V nekaterih primerih so lahko prizadete tudi zgornje okončine. Ker se sindrom nemirnih nog praviloma najbolj izrazi v mirovanju, lahko moti bolnikov spanec, posledično pa so bolniki zaspani čez dan, se počutijo utrujene, razdražljive in depresivne. Večina bolnikov ima tudi periodične gibe udov v spanju.
Dejavniki tveganja za pojav sindroma nemirnih nog so pomanjkanje železa, odpoved ledvic, parkinsonova bolezen, sladkorna bolezen, revmatoidni artritis, nosečnost in celiakija. Tudi uporaba nekaterih zdravil, kot so antidepresivi, antipsihotiki, antihistaminiki in zaviralci kalcijevih kanalčkov, lahko sproži sindrom nemirnih nog. Obstajata dve glavni obliki sindroma, in sicer z zgodnjim in poznim nastopom. Sindrom nemirnih nog z zgodnjim nastopom se pojavi pred 45. letom, se pojavlja v družinah in se sčasoma poslabšuje, medtem ko se oblika s poznim nastopom pojavlja po 45. letu, se pojavi nenadoma, vendar ni pričakovati poslabšanja. Diagnoza načeloma temelji na bolnikovi simptomatiki ter izključitvi drugih potencialnih vzrokov.
Sindrom lahko izzveni, če se odstrani vzrok. Siceršnje zdravljenje lahko vključuje spremembe življenjskega sloga ter zdravljenje z zdravili. Spremembe življenjskega sloga, ki so lahko koristne, so na primer prenehanje kajenja in uživanja alkoholnih pijač ter upoštevanje higiene spanja. Med zdravili se uporabljajo levodopa in agonisti dopamina, kot je pramipeksol. Razširjenost sindroma nemirnih nog je v zahodnih državah od 5- do 15-odstotna, v azijskih državah je nekoliko nižja. S starostjo pogostnost narašča; motnja je pogostejša pri ženskah.

## Znaki in simptomi
Bolniki neprijetno občutenje v nogah opisujejo različno, na primer kot bolečino, mravljinčenje, gomazenje, trzanje, trganje, zbadanje, pekočino v nogah. Simptomi se običajno pojavijo ali postanejo izrazitejši v mirovanju, na primer med sproščanjem, branjem, učenjem ali ležanjem pred spancem. Po premiku nog pride do delnega ali popolnega olajšanja simptomov, po prenehanju gibanja pa se simptomi povrnejo.
Večina bolnikov ima tudi periodične gibe udov v spanju.
Sindrom se lahko pri nekaterih kaže le z blažjim nelagodjem, pri drugih pa je lahko stanje zelo moteče, znatno moti njihov spanec in zmanjšuje kakovost življenja.

### Primarni in sekundarni SNN
Sindrom nemirnih nog je lahko primarni ali sekundarni:
- primarni SNN je idiopatičen oziroma brez znanega vzroka; običajno se začne pojavljati postopoma, največkrat pri starosti okoli 40–45 let, lahko potihne za več mesecev ali let, vendar pa je pogosto progresiven in z leti postaja hujši;
- sekundarni SNN ima pogosto nenaden nastop, pojavi se po 40. letu in se lahko že od vsega začetka pojavlja vsakodnevno; povzročajo ga različne bolezni (na primer slabokrvnost zaradi pomanjkanja železa, folatov ali vitamina B12, odpoved ledvic, parkinsonova bolezen ...)[16] ali uporaba določenih zdravil (kot so antidepresivi, antipsihotiki, antihistaminiki in zaviralci kalcijevih kanalčkov).[4]

## Zdravljenje
Sindrom lahko izzveni, če se odstrani vzrok. Siceršnje zdravljenje lahko vključuje spremembe življenjskega sloga ter zdravljenje z zdravili. Spremembe življenjskega sloga, ki so lahko koristne, so na primer prenehanje kajenja in uživanja alkoholnih pijač ter upoštevanje higiene spanja. Zdravljenje z zdravili se uvede le bolnikom s hujšo obliko bolezni, ki imajo vsaj trikrat tedensko močno izražene simptome. Uporabljajo se na primer levodopa in agonisti dopamina, kot je pramipeksol. Pramipeksol je zdravilo izbora. Sicer se uporablja za zdravljenje parkinsonove bolezni. Za lajšanje sindroma nemirnih nog se uporablja v majhnih odmerkih enkrat dnevno, dve uri pred spanjem.

## Epidemiologija
Razširjenost sindroma nemirnih nog je v zahodnih državah od 5- do 15-odstotna, v azijskih državah je nekoliko nižja. Pogosteje se pojavlja pri bolnikih z nekaterimi boleznimi; na primer kar okoli 30 % bolnikov z revmatoidnim artritisom ima sindrom nemirnih nog. S starostjo pogostnost narašča; v otroštvu se začne redko. Največkrat se pojavi v srednji letih in je vse pogostejša v starosti. Bolj prizadete so ženske, predvsem tiste, ki so večkrat rodile, vendar pa vzrok za to ni poznan.